# Brian Lugo
Brian Lugo, vollständiger Name Brian Lugo Silva, (* 5. Januar 1991 in Montevideo) ist ein uruguayischer Fußballspieler.

## Karriere
Der 1,81 Meter große Mittelfeldakteur Lugo stand zu Beginn seiner Karriere in den Spielzeiten 2009/10 und 2010/11 in Reihen des in Montevideo beheimateten Erstligisten River Plate Montevideo. In der erstgenannten Saison lief er zweimal in der Primera División auf und schoss zwei Tore. 2010/11 folgten 16 für ihn persönlich torlose Erstligaeinsätze. 2011 wurde er an den ecuadorianischen Klub CS Emelec ausgeliehen. Dort absolvierte er vier Spiele in der Primera A und eins in der Copa Sudamericana. Ein Tor schoss er dabei nicht. In der Apertura 2012 war er wieder für River Plate Montevideo aktiv und bestritt vier Erstligabegegnungen (kein Tor). Mitte Januar 2013 wechselte er zu Operário Ferroviário EC nach Brasilien. Sein dortiges Engagement währte bis Anfang Oktober 2013. Ein Ligapflichtspieleinsatz steht für ihn bei den Brasilianern nicht zu Buche. In jenem Monat schloss er sich dem uruguayischen Zweitligisten Villa Teresa an. Bis zum Saisonende 2013/14 griff der Trainer der Montevideaner in 21 Spielen (kein Tor) der Segunda División auf seine Dienste zurück. Sodann band er sich Mitte Juli 2014 an den chilenischen Klub Deportes Concepción. In der Spielzeit 2014/15 wurde er 18-mal (kein Tor) in der chilenischen Primera B und zweimal (kein Tor) in der Copa Chile eingesetzt. Ende Juli 2015 wechselte er zum uruguayischen Zweitligisten Cerro Largo FC. Dort absolvierte er in der Saison 2015/16 vier Ligapartien (kein Tor).